# مركز برمجيات أوبنتو
مركز برمجيات اوبنتو (إنجليزية: Ubuntu Software Center) (الذي يحمل الاسم الرمزي : AppCenter)، هو برنامج حاسوب لتصفح وتركيب وازالة البرامج يعمل على نظام التشغيل اوبنتو.
وهو بمثابة واجهة مستخدم رسومية مبنية باستخدام جتك+ لأداة الحزم المتقدمة، وتعتبر جزء من نظام إدارة الحزم لدبيان. مركز برمجيات اوبنتو يستطيع أن يضيف مخازن. انه مكتوب بلغة البايثون.

## تاريخ الإصدارات
في البداية كان التطبيق معروفا باسم متجر برمجيات اوبنتو(بالإنجليزية:Ubuntu Software Store)، صدر الإصدار الأولي (0.1) في 21 أغسطس 2009, تمت إعادة التسمية إلى مركز برمجيات اوبنتو(بالإنجليزية: Ubuntu Software Center) مع الإصدار 0.4.0 في 25 ستمبر 2009. بعد المناقشة مع أعضاء المجتمع.